# St Helen's Bishopsgate

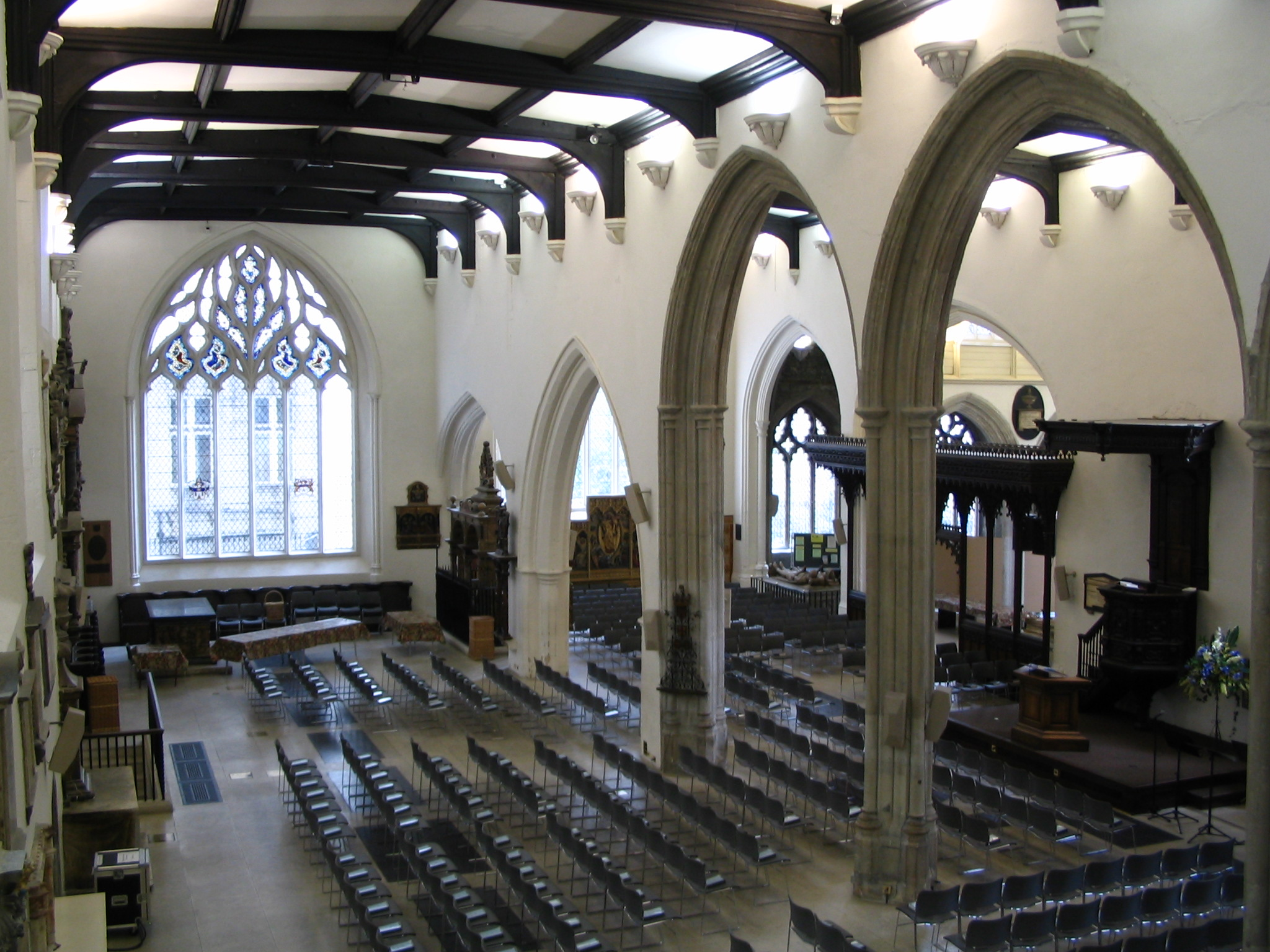
Bên trong nhà thờ St Helen's Bishopsgate.

St Helen Bishopsgate là một nhà thờ Tin lành bảo thủ lớn của Anh, ở phường Lime Street, Bishopsgate, Thành phố Luân Đôn, gần tòa nhà Lloyd's building và tòa tháp 30 St Mary Axe.

## Lịch sử
Nhà thờ Thánh Helen có từ thế kỷ 12 và một tu viện của các nữ tu dòng Biển Đức được thành lập ở đó khoảng năm 1210. Cho đến khi giải thể tu viện trong năm 1538, nhà thờ được chia làm hai bởi một phân vùng chạy từ đông sang tây, nửa phía Bắc dành cho các nữ tu và nửa phía Nam dành cho các giáo dân. Đây là tòa nhà duy nhất từ một nữ tu viện còn tồn tại ở thành phố London.
Tu viện đã mở ra rộng lớn; hội trường của nó sau này đã được sử dụng bởi các công ty bán da Worshipful Company of Leathersellers cho đến khi bị phá hủy trong năm 1799.
St Helen's Bishopsgate là nhà thờ giáo xứ của William Shakespeare khi ông sống tại khu vực này trong Thập niên 1590.
Tòa nhà được tu bổ lớn bởi John Loughborough Pearson giữa những năm 1891-1893 và mở cửa trở lại vào năm 1893.
Nhà thờ Thánh Helen là một trong vài nhà thờ tại thành phố London còn tồn tại sau đám cháy Đại hỏa hoạn Luân Đôn năm 1666 và cuộc oanh kích Blitz trong Thế chiến thứ II. Tuy nhiên, trong năm 1992 và 1993, nhà thờ bị hư hỏng nặng bởi hai quả bom do tổ chức IRA (Irish Republican Army) được đặt ở gần đó.